# 埃利泽·雷克吕斯
雅克·埃利泽·雷克吕斯（法語發音：[ʒak elize ʁəkly]，1830年3月15日—1905年7月4日）是一位法国地理学家、作家、无政府主义思想家和活动家。他在20年（1875–1894）内完成了巨著《新世界地理学：地球与人》。1892年，他因这项工作而被授予巴黎地理学会金奖，但他因为政治上的激进主义被驱逐出法国。

## 家庭
其父亲為加尔文教牧师，其兄長埃利Élie為記者、其弟奥内基摩（Onésime）為地理学家、另一弟阿尔芒（Armand）為探险家、另一弟保罗（Paul）為外科医生，他們在法国都很有名望。

## 生平
1864年9月雷克吕斯加入了“国际工人联合会”即第一国际，同年11月在巴黎结识巴枯宁，与他保持着有好关系，并在他成立的“国际友情”秘密组织活动。
1867年9月2日至7日他参加了第一国际在洛桑举行的代表大会，9月9日至12日出席了在日内瓦举行的“和平和自由同盟”第一次全会。1868年9月21日至25日在伯尔尼参加了“和平和自由同盟”第二次全会并发表演讲，被认为公开加入无政府主义组织。雷克吕斯、巴枯宁等人跟会议大多数人在权利下放问题上持相反意见，因此他们退出了该同盟。
雷克吕斯先后有三位妻子，但都没有进行宗教婚礼，被看作是“自由结合”。他跟哥哥埃利都是素食主义者。
雷克吕斯对天然主義和裸体的好处有着鲜明的观点：他认为裸体生活比穿衣更卫生；认为让皮肤充分暴露在阳光和空气中更健康，可以恢复“自然的活力和活性”，变得更加灵活和强壮。他还认为，裸体从美学的角度来看更好：裸体的人更美。然而，他对衣着的反对主要是出于道德，他认为对衣服的执着反而会导致人们过度关注被遮盖的东西。:485
1905年，在他去世前，他完成了《人与地球》（L'Homme et la terre），在这本书中，他考虑了人类的发展与地理环境的关系，完善了自己过去的作品。他去世于比利时布魯日附近的托尔豪特。

## 主要著作
- 《倫敦及其郊區旅遊指南》，阿曬特出版社，巴黎 1860；
- 《大地，地球生命現象描述》，阿曬特出版社，巴黎，1868；
- 《變遷與革命》，日內瓦，1882；
- 《無政府》，1984；
- 《變遷、革命與無政府主義理想》，斯多克出版社，巴黎，1897；
- 《南部非洲》，與其弟奧內基摩合著，阿曬特出版社，巴黎，1901；
- 《中國》，與其弟奧內基摩合著，阿曬特出版社，巴黎，1902；
- 《自由在全世界的發展》，1925；
- 《人與大地》1905-1908；
- 《地球上的火山爆發》1906-1909。

## 脚注
1. ↑  郭国荣. . 中国对外翻译出版公司. 1993年: 2315.
2. ↑  Reclus, Elisée. Clark, John P.; Martin, Camille , 编. . Lanham, MD: Lexington Books. 2004: 107–. ISBN 978-0-7391-0805-5.
3. 1 2  Reclus, Élisée. . Tome VI. Paris: Paris, Librairie universelle. 1905.
4. ↑  Chisholm 1911，第958頁.